# YOKOHAMA RADIO APARTMENT
YOKOHAMA RADIO APARTMENT（ヨコハマレディオアパートメント）は、FMヨコハマにて2010年10月より放送中のラジオ番組である。

## 概要
「FMヨコハマ内にある架空のアパート空間」という設定で放送される、共同住宅をイメージしたアーティストワイドプログラム。月曜日から木曜日まで日替わりのアーティストがパーソナリティを務める。
各曜日のパーソナリティはアパートの住人という設定となっている。曜日ごとにサブタイトルが設定されており、構成やコーナーは全く異なっているため、それぞれの番組は完全に独立しているが、他の曜日のパーソナリティがゲストで出演する場合は同じ住人として紹介されるほか、スペシャルウィークには曜日をまたいだプレゼント企画が行われることもある。

## 放送時間
- 2010年10月 - 2011年3月
  - 毎週月曜 - 木曜 22:00 - 23:30
- 2011年4月 - 2024年3月
  - 毎週月曜 - 木曜 22:00 - 23:20
  - SUNSTER MIDNIGHT HARBOUR開始に伴い10分短縮される。
  - 2016年4月からは放送時間は変わらないが、最後の5分間にニュースコーナーが設けられたため、実質的な放送時間は23:15までとなった。
- 2024年4月 -
  - 毎週月曜 - 木曜 22:00 - 23:30
  - 『SUNSTER MIDNIGHT HARBOUR』からリニューアルして同時刻に放送していた『SUNSTAR STARLIGHT HARBOUR』の放送終了に伴い、放送時間が23:30までに戻った。

## 出演者

### 現在のパーソナリティ
- 橋口洋平（wacci）（月曜日「ドア開いてます！」→「ドア開けてます!」、2012年4月 - ）
- 松本千夏（火曜日「ちょいと歌います」、2021年10月 - ）
- NakamuraEmi（水曜日「ふらっと、道草」、2025年4月 - ）
- BREIMEN（木曜日「無礼ハイツ 202」、2025年4月 - ）

### 過去のパーソナリティ
太字がサブタイトル、細字が担当パーソナリティ。
| 期間    | 期間    | 月曜日                                       | 火曜日                          | 水曜日                                                      | 木曜日                                                             |
| ------- | ------- | -------------------------------------------- | ------------------------------- | ----------------------------------------------------------- | ------------------------------------------------------------------ |
| 2010.10 | 2011.12 | Girls Be Ambitious! Tiara                    | 兄弟ケンカ 逗子三兄弟           | Rock'in Smile Honey L Days                                  | 沈黙のゼミナール Any                                               |
| 2012.01 | 2012.03 | Girls Be Ambitious! Tiara                    | Aloha Tuesday 平井大            | Rock'in Smile Honey L Days                                  | 沈黙のゼミナール Any                                               |
| 2012.04 | 2012.12 | ドア開いてます！ 橋口洋平・村中慧慈（wacci） | Aloha Tuesday 平井大            | BAY DREAM サイプレス上野とロベルト吉野 遠藤舞（2014.10 - ） | Let's Be REAL! May J.                                              |
| 2013.01 | 2013.03 | ドア開いてます！ 橋口洋平・村中慧慈（wacci） | プロダクション99 99RadioService | BAY DREAM サイプレス上野とロベルト吉野 遠藤舞（2014.10 - ） | Let's Be REAL! May J.                                              |
| 2013.04 | 2013.09 | ドア開いてます！ 橋口洋平・村中慧慈（wacci） | プロダクション99 99RadioService | BAY DREAM サイプレス上野とロベルト吉野 遠藤舞（2014.10 - ） | 家の中で生きてるラジオ タカハシヨウ（家の裏でマンボウが死んでるP） |
| 2013.10 | 2014.03 | ドア開いてます！ 橋口洋平・村中慧慈（wacci） | RADIO DA BON BON BON N.O.B.U!!! | BAY DREAM サイプレス上野とロベルト吉野 遠藤舞（2014.10 - ） | 家の中で生きてるラジオ タカハシヨウ（家の裏でマンボウが死んでるP） |
| 2014.04 | 2014.10 | ドア開いてます！ 橋口洋平・村中慧慈（wacci） | RADIO DA BON BON BON N.O.B.U!!! | BAY DREAM サイプレス上野とロベルト吉野 遠藤舞（2014.10 - ） | カタコトラジオ 片平里菜                                            |
| 2014.10 | 2015.03 | ドア開いてます！ 橋口洋平・村中慧慈（wacci） | ズルいよラジオ 竹友あつき       | BAY DREAM サイプレス上野とロベルト吉野 遠藤舞（2014.10 - ） | カタコトラジオ 片平里菜                                            |
| 2015.04 | 2017.03 | ドア開けてます！ 橋口洋平（wacci）           | だめラジオ トミタ栞             | BAY DREAM サイプレス上野とロベルト吉野 遠藤舞（2014.10 - ） | カタコトラジオ 片平里菜                                            |
| 2017.04 | 2019.09 | ドア開けてます！ 橋口洋平（wacci）           | だめラジオ トミタ栞             | to the OCEAN FUKI                                           | ゆ～かりナイト コアラモード.                                       |
| 2019.10 | 2020.09 | ドア開けてます！ 橋口洋平（wacci）           | UNITE2NIGHT TAMA（SHAMANZ）     | to the OCEAN FUKI                                           | ゆ～かりナイト コアラモード.                                       |
| 2020.10 | 2021.09 | ドア開けてます！ 橋口洋平（wacci）           | UNITE2NIGHT TAMA（SHAMANZ）     | 踊っちゃわNight!? フィロソフィーのダンス                    | ゆ～かりナイト コアラモード.                                       |
| 2021.10 | 2022.03 | ドア開けてます！ 橋口洋平（wacci）           | ちょいと歌います 松本千夏       | 踊っちゃわNight!? フィロソフィーのダンス                    | ゆ～かりナイト コアラモード.                                       |
| 2022.04 | 2025.03 | ドア開けてます！ 橋口洋平（wacci）           | ちょいと歌います 松本千夏       | 笑顔モリモリらじお☆彡 幹葉（スピラ・スピカ）                | ゆ～かりナイト コアラモード.                                       |
| 2025.04 | 現在    | ドア開けてます！ 橋口洋平（wacci）           | ちょいと歌います 松本千夏       | 無礼ハイツ 202 BREIMEN                                      | ふらっと、道草 NakamuraEmi                                         |

## 著名なリスナー
- お笑い芸人の向井慧（パンサー）が『ドア開けてます!』のリスナーである[4]。